# Операція «Непорушна скеля»
Операція «Непорушна скеля» або «Непохитна скеля» (івр. מבצע צוק איתן, Mivtza Tsuk Eitan) — кодова назва ізраїльської військової операції в секторі Газа, проведеної з 8 липня по 26 серпня 2014 року. Заявленою метою операції було знищення військової інфраструктури правлячого в Газі ісламістського руху ХАМАС і його союзників, визнаних низкою країн терористичними організаціями, і запобігання ракетним обстрілам території Ізраїлю. Спочатку операція здійснювалася нанесенням точкових ударів по території Гази, але після спроби ХАМАСу провести великомасштабний теракт 17 липня прем'єр-міністр Ізраїлю віддав наказ про проведення обмеженої наземної операції, «метою якої є ліквідація загрози, яка походить від тунелів, які ведуть з Гази на територію Ізраїлю». 26 серпня було підписано угоду про припинення вогню на необмежений термін.